# Sandis Ozoliņš
Sandis Ozoliņš, född 3 augusti 1972 i Sigulda, Sovjetunionen, är en lettisk före detta professionell ishockeyspelare som var lagkapten för Dinamo Riga i KHL. Han spelade tidigare för NHL-lagen San Jose Sharks, Colorado Avalanche, Carolina Hurricanes, Florida Panthers, New York Rangers och Mighty Ducks of Anaheim. Ozoliņš spelade två VM och tre OS med Lettlands ishockeylandslag.
1995–96 vann Ozoliņš Stanley Cup med Colorado Avalanche. 1996–97 gjorde han 23 mål och 45 assist på 80 matcher och var en av finalisterna till James Norris Memorial Trophy som ligans bästa back. 
1994, 1997, 1998, 2000, 2001, 2002, 2003 spelade han All Star-matcher i NHL.
Den 27 maj 2014 meddelade Ozolins officiellt att han lägger av som spelare för att satsa på en politisk karriär.

## Statistik

### Klubbkarriär
| 1990–91    | Dynamo Riga             | Sovjet     | 44  | 0   | 3   | 3   | 51  | —   | —  | —  | —  | —   |
| 1991–92    | Stars Riga              | OSS        | 30  | 6   | 0   | 6   | 42  | —   | —  | —  | —  | —   |
| 1991–92    | Kansas City Blades      | IHL        | 34  | 6   | 9   | 15  | 20  | 15  | 2  | 5  | 7  | 22  |
| 1992–93    | San Jose Sharks         | NHL        | 37  | 7   | 16  | 23  | 40  | —   | —  | —  | —  | —   |
| 1993–94    | San Jose Sharks         | NHL        | 81  | 26  | 38  | 64  | 24  | 14  | 0  | 10 | 10 | 8   |
| 1994–95    | San Jose Sharks         | NHL        | 48  | 9   | 16  | 25  | 30  | 11  | 3  | 2  | 5  | 6   |
| 1995–96    | San Francisco Spiders   | IHL        | 2   | 1   | 0   | 1   | 0   | —   | —  | —  | —  | —   |
| 1995–96    | San Jose Sharks         | NHL        | 7   | 1   | 3   | 4   | 4   | —   | —  | —  | —  | —   |
| 1995–96    | Colorado Avalanche      | NHL        | 66  | 13  | 37  | 50  | 50  | 22  | 5  | 14 | 19 | 16  |
| 1996–97    | Colorado Avalanche      | NHL        | 80  | 23  | 45  | 68  | 88  | 17  | 4  | 13 | 17 | 24  |
| 1997–98    | Colorado Avalanche      | NHL        | 66  | 13  | 38  | 51  | 65  | 7   | 0  | 7  | 7  | 14  |
| 1998–99    | Colorado Avalanche      | NHL        | 39  | 7   | 25  | 32  | 22  | 19  | 4  | 8  | 12 | 22  |
| 1999–00    | Colorado Avalanche      | NHL        | 82  | 16  | 36  | 52  | 46  | 17  | 5  | 5  | 10 | 20  |
| 2000–01    | Carolina Hurricanes     | NHL        | 72  | 12  | 32  | 44  | 71  | 6   | 0  | 2  | 2  | 5   |
| 2001–02    | Carolina Hurricanes     | NHL        | 46  | 4   | 19  | 23  | 34  | —   | —  | —  | —  | —   |
| 2001–02    | Florida Panthers        | NHL        | 37  | 10  | 19  | 29  | 24  | —   | —  | —  | —  | —   |
| 2002–03    | Florida Panthers        | NHL        | 51  | 7   | 19  | 26  | 40  | —   | —  | —  | —  | —   |
| 2002–03    | Mighty Ducks of Anaheim | NHL        | 31  | 5   | 13  | 18  | 16  | 21  | 2  | 6  | 8  | 10  |
| 2003–04    | Mighty Ducks of Anaheim | NHL        | 36  | 5   | 11  | 16  | 24  | —   | —  | —  | —  | —   |
| 2005–06    | Mighty Ducks of Anaheim | NHL        | 17  | 3   | 3   | 6   | 8   | —   | —  | —  | —  | —   |
| 2005–06    | New York Rangers        | NHL        | 14  | 2   | 10  | 12  | 12  | 3   | 0  | 0  | 0  | 6   |
| 2006–07    | New York Rangers        | NHL        | 21  | 0   | 3   | 3   | 8   | —   | —  | —  | —  | —   |
| 2007–08    | Worcester Sharks        | AHL        | 2   | 0   | 1   | 1   | 0   | —   | —  | —  | —  | —   |
| 2007–08    | San Jose Sharks         | NHL        | 39  | 3   | 13  | 16  | 24  | —   | —  | —  | —  | —   |
| 2009–10    | Dinamo Riga             | KHL        | 43  | 5   | 20  | 25  | 109 | 6   | 0  | 3  | 3  | 24  |
| 2010–11    | Dinamo Riga             | KHL        | 41  | 6   | 26  | 32  | 62  | 11  | 0  | 7  | 7  | 12  |
| 2011–12    | Dinamo Riga             | KHL        | 50  | 10  | 10  | 20  | 28  | 7   | 1  | 1  | 2  | 2   |
| 2012–13    | Atlant Mytisjtji        | KHL        | 42  | 2   | 18  | 20  | 26  | 5   | 0  | 1  | 1  | 2   |
| 2013–14    | Dinamo Riga             | KHL        | 48  | 5   | 17  | 22  | 46  | 7   | 0  | 2  | 2  | 24  |
| NHL totalt | NHL totalt              | NHL totalt | 875 | 167 | 397 | 564 | 638 | 137 | 23 | 67 | 90 | 131 |
| KHL totalt | KHL totalt              | KHL totalt | 224 | 28  | 89  | 117 | 271 | 36  | 1  | 14 | 15 | 64  |

### Internationellt
| År            | Lag                | Turnering     | Matcher | Mål | Assist | Poäng | Utv |
| ------------- | ------------------ | ------------- | ------- | --- | ------ | ----- | --- |
| 1991          | Sovjetunionen      | JVM           | 7       | 1   | 2      | 3     | 6   |
| 1992          | Sovjetunionen-OSS1 | JVM           | 7       | 1   | 5      | 6     | 4   |
| 2001          | Lettland           | VM            | 6       | 0   | 5      | 5     | 2   |
| 2002          | Lettland           | OS            | 1       | 0   | 4      | 4     | 0   |
| 2002          | Lettland           | VM            | 6       | 2   | 1      | 3     | 12  |
| 2006          | Lettland           | OS            | 5       | 1   | 3      | 4     | 2   |
| 2014          | Lettland           | OS            | 5       | 0   | 0      | 0     | 8   |
| Junior totalt | Junior totalt      | Junior totalt | 14      | 2   | 7      | 9     | 10  |
| Senior totalt | Senior totalt      | Senior totalt | 23      | 3   | 13     | 16    | 24  |

1 - Det sovjetiska landslaget upplöstes under turneringen och återkallades som OSS, men eftersom Ozoliņš och Sergejs Žoltoks var från Lettland, som inte var medlem i OSS, protesterade andra lag. Protesten avslogs.